# Balasto térmico
Se denomina balasto térmico a las partículas que se encuentran presentes en una reacción exotérmica, sin contribuir a ella y absorbiendo parte de la energía liberada. Su mera presencia dificulta la transmisión de energía a otros elementos en condiciones de reaccionar. Este fenómeno tiene una aplicación práctica en la técnica de extinción de incendios, de forma que aumentando la presencia de balastos térmicos, como podría ser vapor de agua, nitrógeno u otros, el proceso de combustión en fase gaseosa no es capaz de mantener la temperatura necesaria para la reacción.
La presencia de balastos térmicos en la reacción explica la diferencia de temperatura que se registra en la llama de una combustión de premezcla entre un combustible en presencia de aire cuya composición, además de oxígeno, incluye una elevada cantidad de nitrógeno, y la reacción del mismo combustible con oxígeno puro. La reacción química es la misma, pero se elimina el nitrógeno y otros gases que componen el aire.
En aplicaciones industriales se utiliza este concepto para controlar la temperatura de combustión en determinados procesos.